# الانتخابات البرلمانية الموريتانية 2006
أجريت الانتخابات البرلمانية في موريتانيا في 19 نوفمبر، وكان الشوط الثاني في 3 ديسمبر 2006. وتنافس فيها ما لا يقل عن 28 حزبًا سياسيًا لتشكيل مجلس النواب في البرلمان، الجمعية الوطنية ومجلس الشيوخ ؛ تم حظر مشاركة الأحزاب الإسلامية ، لكن العديد من الإسلاميين ترشحوا كمستقلين. وكانت المنافسة على 95 مقعدًا في الجمعية الوطنية، إلى جانب أكثر من 200 مجلس بلدي.
شارك في الانتخابات حوالي 600 مرشح مستقل، وتم تجميع العديد منهم في التجمع الوطني للمستقلين (RNI). كان العديد من أعضاء حزب التجمع الوطني الديمقراطي أعضاء سابقًين في الحزب الجمهوري الديمقراطي والاجتماعي ، الذي حكم البلاد في عهد الرئيس معاوية ولد سيد أحمد الطايع .

## النتائج
قبل اكتمال فرز الأصوات في الشوط الأول، أعلن أحمد ولد داداه فوز حزبه، تجمع القوى الديمقراطية، قائلاً إنه «أكبر قوة سياسية في البلاد»، وزعم أن التحالف المكون من ثمانية أحزاب بما في ذلك تحالف القوى الديمقراطية فاز بأغلبية. كما كان أداء كل من التحالف الشعبي التقدمي (APP)، وهو حزب للعبيد السابقين وهو أيضًا جزء من الائتلاف، والحزب الحاكم السابق الذي أعيدت تسميته ليصبح: الحزب الجمهوري من أجل الديمقراطية والتجديد، أداء جيدًا. وأكدت نتائج الشوط الأول الأداء القوي لتجمع القوى الديمقراطية الذي فاز بـ 12 مقعدًا من أصل 43 مقعدًا مُعلن عنها ؛  وكان أداء المرشحين المستقلين جيدًا أيضًا، حيث حصلوا على 24 مقعدًا. لكن بقي هناك 52 مقعدًا ، لم يحصل المرشحون على الأغلبية فيها، مما فرض السعي لتحديدها في الشوط الثاني من الانتخابات.
بعد تنظيم الشوط الثاني في 3 ديسمبر، حصل تحالف أحزاب المعارضة السابقة على 39 مقعدًا (بما في ذلك 15 مقعدًا لتحالف القوى الديمقراطية)، مع مقعدين إضافيين للمستقلين الداعمين للتحالف. وحصل المستقلون على 41 مقعدًا ، 39 منها كانت جزءًا من RNI. وفاز الحزب الحاكم السابق بسبعة مقاعد.
17.89٪ من النواب المنتخبين كانوا من النساء.
تم انتخاب مسعود ولد بلخير رئيسا للجمعية الوطنية في 26 أبريل 2007. وشارك في التصويت 93 نائبا وصوت 91 منهم لبلخير. نائبان آخران ، باباه ولد أحمد بابو ، والعربي ولد جدين ، وحصل كل منهما على صوت واحد.
| الحزب                           | الحزب                                       | الجولة الأولى | الجولة الأولى | الجولة الأولى | الجولة الثانية | الجولة الثانية | الجولة الثانية | Total seats |
| الحزب                           | الحزب                                       | الأصوات       | %             | المقاعد       | الأصوات        | %              | المقاعد        | Total seats |
| ------------------------------- | ------------------------------------------- | ------------- | ------------- | ------------- | -------------- | -------------- | -------------- | ----------- |
|                                 | تكتل القوى الديمقراطية                      |               |               | 12            |                |                | 3              | 15          |
|                                 | اتحاد قوى التقدم                            |               |               | 3             |                |                | 5              | 8           |
|                                 | الحزب الجمهوري للديموقراطية والتجديد        |               |               | 4             |                |                | 3              | 7           |
|                                 | People's Progressive Alliance ‏              |               |               | 4             |                |                | 1              | 5           |
|                                 | التجمع للديمقراطية والوحدة                  |               |               | 2             |                |                | 1              | 3           |
|                                 | الاتحاد للديمقراطية والتقدم                 |               |               | 1             |                |                | 2              | 3           |
|                                 | APP–حزب الاتحاد والتغيير الموريتاني         |               |               | 0             |                |                | 2              | 2           |
|                                 | التجديد الديمقراطي                          |               |               | 2             |                |                | 0              | 2           |
|                                 | حزب الاتحاد والتغيير الموريتاني             |               |               | 2             |                |                | 0              | 2           |
|                                 | تكتل القوى الديمقراطية–اتحاد قوى التقدم     |               |               | 0             |                |                | 2              | 2           |
|                                 | البديل                                      |               |               | 0             |                |                | 1              | 1           |
|                                 | التجمع الوطني للديمقراطية والحرية والمساواة |               |               | 1             |                |                | 0              | 1           |
|                                 | الجبهة الشعبية الموريتانية                  |               |               | 1             |                |                | 0              | 1           |
|                                 | الحزب الوحدوي الاشتراكي الديمقراطي          |               |               | 1             |                |                | 0              | 1           |
|                                 | اتحاد الوسط الديمقراطي                      |               |               | 0             |                |                | 1              | 1           |
|                                 | Independents                                |               |               | 10            |                |                | 31             | 41          |
| المجموع                         | المجموع                                     |               |               | 43            |                |                | 52             | 95          |
|                                 |                                             |               |               |               |                |                |                |             |
| الأصوات الصحيحة                 | الأصوات الصحيحة                             | 665٬313       | 84.43         |               | 412٬546        | 93.80          |                |             |
| الأصوات الباطلة والفارغة        | الأصوات الباطلة والفارغة                    | 122٬716       | 15.57         |               | 27٬289         | 6.20           |                |             |
| مجموع الأصوات                   | مجموع الأصوات                               | 788٬029       | 100.00        |               | 439٬835        | 100.00         |                |             |
| الناخبين المسجلين ومعدل الإقبال | الناخبين المسجلين ومعدل الإقبال             | 1٬073٬287     | 73.42         |               | 632٬956        | 69.49          |                |             |
| المصدر: IPU                     |                                             |               |               |               |                |                |                |             |